# Hudiksvalls högre allmänna läroverk
Hudiksvalls högre allmänna läroverk var ett läroverk i Hudiksvall verksamt från 1850 till 1968. I skolbyggnaden som uppfördes 1911 bedrivs sedan 1968 högstadieskola under namnet Läroverket.

## Historik

### Bakgrund
Gävles trivialskola var Norrlands äldsta och var troligtvis etablerad redan på 1540-talet. Drygt 100 år senare hade trivialskolor bildats i ytterligare tre norrländska städer: Härnösand, Piteå och Hudiksvall. Den i Hudiksvall bildades efter antagandet av 1649 års skolordning genom att Lärdomsskolan i Enköping flyttade sin verksamhet för att öppna Trivialskolan i Hudiksvall år 1650. Skolans utbildningar riktade sig främst mot blivande präster samt stadsanställda, och skedde under Svenska kyrkans överinseende.

### Tidig historia
Från 1724 till 1849 bedrevs undervisning i en separat "skriv- och räkneklass" för blivande köpmän i enlighet med 1724 års skolordning. Av de fyra ordinarie klasserna var den första förberedande, med fokus på läs- och skrivfärdigheter, medan de tre senare hade stort fokus på latin och kristendomskunskap. Uppflyttning skedde efter examination i slutet av vårterminen. I tredje klass tillkom grekiska som skolämne och i den fjärde geografi, historia och begränsad undervisning i matematik. Fjärdeklassarna undervisades inte bara av sina egna lärare, utan även av rektor och konrektor som en förberedelse inför gymnasiet. De förväntades vid det här laget för samtal mellan varandra och med sina lärare på latin.

### 1800-tal
Efter införandet av 1807 års skolordning var läs och skrivkunnighet liksom utantillkunskap i lilla katekesen ett krav i antagningen. I första klass undervisades i räkning samt läs- och skrivfärdigheter, bland annat med hjälp av just lilla katekesen. I andra klass tillkom svensk historia, geografi och kristendomskunskap, samt för begåvade elever grekiska. Därefter, i tredje klass påbörjades latinstudier som i den två-åriga fjärde klassen utvidgades med en kanon av antika klassiker och övningar i att översätta mellan svenska och latin. Elever som klarade muntlig examen kunde sedan studera vidare vid gymnasiet. En separat apologistklass fanns fortsatt för dem som inte ämnade gå vidare till högre studier. Disciplinen upprätthölls genom formella varningar, placering i skamvrån och i förekommande fall genom återkallande av stipendier.
Under första halvan av 1800-talet studerade i genomsnitt ett 80-tal elever vid skolan. Antalet inskrivna kunde dock variera med några tiotal elever från termin till termin, under påverkan av bland annat ekonomiska faktorer. Flera hoppade av studierna och fjärdeklassen hade bara undantagsvis mer än ett dussin elever under perioden. Fram till 1820 hade skolan varit klassad som trivialskola, men i och med införandet av 1820 års skolordning ändrades skolans status och därmed namnet till Hudiksvalls högre lärdomsskola. Formellt blev apologistklassen nu en separat verksamhet, men skedde fortsatt i skolbyggnaden under ledning av samma rektor. Omkring 1850 ombildades skolan till ett (högre) elementarläroverk. 
I samband med införandet av 1878 års skolordning erhölls rätten att utfärda studentexamen och verksamheten bytte namn till Hudiksvalls högra allmänna läroverk. Den sista årskursen utexaminerades 1968, varefter det gamla gymnasiesystemet upphörde som ett resultat av 1965 års läroplan.

### 1900-tal
Skolbyggnaden tillkom 1911. Den ritades av Stockholmsfirman Hagström & Ekman
År 1966 kommunaliserades skolan och fick då namnet Läroverket, som efter utflyttning av gymnasiet finns kvar som högstadieskola. Studentexamen gavs från 1871 till 1968 och realexamen från 1907 till 1964.

## Rektorer
- 1775–1815 Lars Qvist
- 1815–1822 Lars Jäderlund
- 1823–1829 Pehr Gustaf Boivie
- 1831–1836 Eric Albrecht Steinmetz
- 1837–1839 Jonas Selggren
- 1839–1842 Lars Landgren
- 1843–1863 Fredrik Wennberg

1775–1863